# Musée des Abénakis
Le musée des Abénakis est un musée consacré à la culture w8banaki situé à Odanak dans la région québécoise du Centre-du-Québec, au Canada. Il est la première institution muséale autochtone du Québec. 

## Historique
Le Musée des Abénakis est installé dans l'ancien couvent catholique d’Odanak, fondé en 1902. À l'origine, ce bâtiment abritait l'Académie Saint-Joseph, une école qui a offert une éducation catholique aux enfants w8banaki et a contribué à l’effacement progressif de leur culture. En 1965, après la fermeture de l’école, l’abbé Rémi Dolan transforme le lieu en musée afin de préserver et promouvoir la culture abénakise. Le musée devient rapidement un centre éducatif important pour la communauté.
Le bâtiment du musée a subi une importante rénovation en 2005, permettant la mise en place de l’exposition permanente W8banaki : Le peuple du Soleil Levant, qui présentait l’histoire, les traditions et les liens profonds des W8banakiak avec le Ndakina, leur territoire.

## Renouvellement exposition permanente
Le projet de renouveler l’exposition permanente du Musée des Abénakis a débuté en 2017-2018, la précédente datant de plus de 10 ans. En 2019, une consultation publique a été réalisée auprès des membres de la nation pour recueillir leurs opinions. Toutefois, la pandémie de Covid-19 a ralenti les avancées du projet.
Une fois la pandémie passée, le Musée a collaboré avec la firme La Bande à Paul pour développer un nouveau concept d’exposition. Celle-ci, inaugurée le 21 juin 2024, met en lumière l’identité et la culture de la Nation W8banaki.
Le renouvellement a également été l’occasion de nommer la salle d’exposition en l’honneur d’Alanis O’Bomsawin, réalisatrice, chanteuse et militante abénakise. Connue internationalement pour ses films documentaires qui témoignent des réalités autochtones, elle a consacré sa carrière à la défense des droits des peuples autochtones à travers ses œuvres.

## Contributions Culturelles
Le Musée des Abénakis joue un rôle essentiel dans la préservation et la transmission orale de la culture w8banaki. En plus de ses expositions, le musée soutient des initiatives visant à renforcer les liens avec la communauté et à promouvoir la réconciliation avec les Premiers Peuples.

## Programmes Culturels et Scolaires
Le Musée des W8banaki offre une riche programmation culturelle et éducative qui met en valeur la culture et l’histoire W8banaki.

### Programme scolaire
Conçu pour les élèves de tous âges, le programme pédagogique intègre des activités interactives adaptées aux Programme de formation de l'école québécoise. Les élèves peuvent participer à des ateliers interactifs comme des initiations à l’archéologie, où ils découvrent les techniques utilisées pour retracer le passé, ou à des rallyes thématiques à travers le musée. Ces activités dynamiques permettent d’apprendre tout en s’amusant, en explorant des aspects variés de l’histoire et des savoir-faire traditionnels.

### Programme culturel
Le Musée des Abénakis offre une programmation culturelle diversifiée qui met en lumière l’histoire, les traditions et la créativité contemporaine de la Nation W8banaki. Conçues pour toucher un public varié, ces activités s’adressent autant aux membres de la Nation qu’au grand public, aux adultes comme aux enfants, dans un esprit de partage et de transmission culturelle.
Le musée propose des activités variées, des événements thématiques et des expositions temporaires qui célèbrent tant l’héritage ancestral que les expressions culturelles actuelles. Parmi les temps forts de cette programmation, des initiatives comme N'kadopi permettent aux participants de plonger au cœur de la tradition w8banaki, à travers des rencontres, des dégustations, des démonstrations et des échanges enrichissants. 
Cette offre culturelle contribue à faire du Musée un espace vivant, qui offre un lieu où la transmission des savoirs traditionnels et modernes se fait dans le respect des valeurs de la nation. Il est non seulement un lieu d’apprentissage pour les visiteurs, mais aussi une ressource précieuse pour les membres de la communauté, permettant de préserver, de revivifier et de célébrer leur patrimoine.